# Euphyia olivofusca
Euphyia olivofusca là một loài bướm đêm trong họ Geometridae.